# Erhard Schmidt
Erhard Schmidt, född 13 januari 1876 i Dorpat (nuvarande Tartu), Estland, död 6 december 1959 i Berlin, Tyskland, var en tysk matematiker, som anses vara en av grundarna till funktionalanalysen.
Ett av hans resultat är Gram-Schmidts ortogonaliseringsprocess.

## Biografi
Schmidt var son till Alexander Schmidt, professor i fysiologi i Dorpat, som gjorde ett viktigt arbete för att förklara blodkoagulering. Efter att ha gått i läroverk i Dorpat och Riga studerade han först matematik i Dorpat och sedan i Berlin för Hermann Amandus Schwarz och i Göttingen under handledning av David Hilbert, där han doktorerade 1905 med en avhandling om integralekvationer, Entwickelung willkürlicher Funktionen nach Systemen vorgeschriebener.
Från 1909 var han gift med Berta von Bergmann, som dog 1916 med sin tredje son. 

## Karriär och vetenskapligt arbete
År 1906 habiliterade han i Bonn med Eduard Study och innehade sedan plats som professor i Zürich (1908), Erlangen, Breslau och Berlin, där han efterträdde Schwarz 1917. Tillsammans med David Hilbert gav han viktiga bidrag till funktionalanalysen. Ernst Zermelo krediterade samtal med Schmidt för idén och metoden för hans klassiska bevis från 1904 på Välordningssatsen från ett "urvalsaxiom", som har blivit en integrerad del av modern mängdteori.
Från 1929 till 1930 var Schmidt rektor för universitetet i Berlin. Men han var inte bara en bra organisatör, utan en framgångsrik och engagerande lärare, enligt Heinz Hopf, som hörde honom i Breslau 1917 och senare studerade för honom i Berlin. Han gick i pension 1950, men förblev chef för forskningsinstitutet för matematik vid den tyska vetenskapsakademin i Berlin fram till 1958. 
År 1927 och 1928 och åter 1935–1936 var han ordförande i Tyska matematikerförbundet och 1936 chef för den tyska delegationen vid den internationella matematikerkongressen i Oslo. Från 1918 blev han medlem av den preussiska vetenskapsakademin och 1942 valdes han till korresponderande medlem av den bayerska vetenskapsakademin. År 1956 antogs han som korresponderande ledamot av Académie des sciences.
Schmidt arbetade också inom analytisk talteori, topologi (nytt enkelt bevis på jordansk kurvsats, enligt mötesrapport Preuss.Akad.Wiss. 1923) och senast från 1939 om isoperimetriska problem i geometri. I ett tidigt arbete behandlade han också definitionen av innehållsbegrepp och kurvlängd i analysen.
Under andra världskriget innehade Schmidt myndighetspositioner vid universitetet i Berlin och var tvungen att genomföra olika nazistiska resolutioner mot judarna - ett jobb som han uppenbarligen inte gjorde bra, eftersom han vid ett tillfälle kritiserades för att inte förstå den "judiska frågan". Vid firandet av Schmidts 75-årsdag 1951 talade en framstående judisk matematiker, Hans Freudenthal, som hade överlevt naziståren, om de svårigheter som Schmidt mötte under den perioden utan kritik. Han var dock konservativ och nationalist och försvarade Hitler efter Kristallnatten och sa till Issai Schur att "Antag att vi var tvungna att utkämpa ett krig för att återuppväpna Tyskland, förena oss med Österrike, befria Saar och den tyska delen av Tjeckoslovakien. Ett sådant krig skulle ha kostat oss en halv miljon unga män. Men alla skulle ha beundrat vår segrande ledare. Nu har Hitler offrat en halv miljon judar och åstadkommit stora saker för Tyskland. Jag hoppas att du en dag kommer att bli kompenserad men jag är fortfarande tacksam mot Hitler".
Efter kriget, 1948, var han en av grundarna av två viktiga tyska tidskrifter: Mathematische Zeitschrift (1918) och Mathematische Nachrichten (1948).

## Utmärkelser och hedersbetygelser
- DDR:s nationalpris

[Redigera Wikidata]